# Duży Potok
Duży Potok (prononciation [ˈduʐɨ ˈpɔtɔk]) est un village de la gmina de Mniszków, du powiat d'Opoczno, dans la voïvodie de Łódź, situé dans le centre de la Pologne.

## Administration
De 1975 à 1998, le village était attaché administrativement à l'ancienne voïvodie de Piotrków.

Depuis 1999, il fait partie de la nouvelle voïvodie de Łódź.